# فرودگاه پونترالیه
 فرودگاه پونترالیه (به انگلیسی: Pontarlier Airport) یک فرودگاه غیرنظامی است که یک باند فرود آسفالت دارد و طول باند آن ۱۰۰۰ متر است. این فرودگاه در کشور فرانسه قرار دارد و در ارتفاع ۸۱۸ متری از سطح دریا واقع شده است.